# Fairview (Texas)
Fairview é uma cidade  localizada no estado norte-americano do Texas, no Condado de Collin.

## Demografia
Segundo o censo norte-americano de 2000, a sua população era de 2644 habitantes.
Em 2006, foi estimada uma população de 6709, um aumento de 4065 (153.7%).

## Geografia
De acordo com o United States Census Bureau tem uma área de
22,8 km², dos quais 22,8 km² cobertos por terra e 0,0 km² cobertos por água.

## Localidades na vizinhança
O diagrama seguinte representa as localidades num raio de 12 km ao redor de Fairview.